# Albine de Montholon
Pour les articles homonymes, voir Famille de Montholon.
Albine de Montholon (18 décembre 1779 - 25 mars 1848), née Albine Hélène de Vassal et épouse de Charles Tristan, marquis de Montholon, est connue comme maîtresse de Napoléon lors de son exil à Sainte-Hélène.

## Biographie
Albine Hélène de Vassal, née à Paris, est issue d'une famille de petite noblesse de robe appartenant à la bonne société de Montpellier et alliée aux Cambacérès, Jean-Jacques-Régis de Cambacérès et elle-même étant cousins issus de germains.
Le 19 février 1797, à l'âge de 17 ans, elle épouse le baron Louis Pierre Édouard Bignon, dont elle divorce en 1799.
Le 18 août 1800, à l'âge de 20 ans, elle épouse un financier genevois, le baron Daniel Roger, futur maire de Gagny, dont elle a un fils, Édouard, comte Roger du Nord, né en 1803, qui deviendra l'ami intime d'Adolphe Thiers.
En 1808, elle rencontre Charles-Tristan de Montholon et c'est un coup de foudre réciproque. Elle quitte le domicile conjugal pour vivre avec Montholon. De cette union naissent trois fils : Tristan Charles François Napoléon de Montholon-Sémonville, né le 22 décembre 1809, Napoléon Charles Tristan de Montholon-Sémonville, né le 3 octobre 1810 et Charles François Frédéric de Montholon-Sémonville, le 24 novembre 1814, qui deviendra ambassadeur de Napoléon III auprès de Maximilien Ier lors de l'intervention française au Mexique.
Le baron Roger demande et obtient la séparation de corps le 26 avril 1809, puis le divorce le 26 mai 1812.
Elle suit son mari qui accompagne Napoléon lors de son exil à Sainte-Hélène, où naît son quatrième enfant, Napoléone Marie Hélène Charlotte, le 18 juin 1816. Elle est réputée pour avoir été la maîtresse de Napoléon, fait toutefois discuté par certains historiens, jusqu'à ce que l'Empereur apprenne sa liaison avec le lieutenant-colonel Basil Jackson et la fasse renvoyer en France en juillet 1819.
Elle meurt à Montpellier le 25 mars 1848. Elle est enterrée dans la crypte des pécheurs pénitents (crypte des Pénitents bleus),.

## Cinéma
- 1943 : Sant'Elena, piccola isola d’Umberto Scarpelli et Renato Simoni. Carla Candiani interprète le rôle de la maîtresse[11].
- 2003 : Monsieur N. d'Antoine de Caunes. Elsa Zylberstein interprète la maîtresse de Napoléon[12].